# 黑顶卷柏
黑顶卷柏（学名：Selaginella picta）为卷柏科卷柏属下的一个种。
黑顶卷柏主茎粗壮，上部干后变黑，中叶有时呈白色。

## 扩展阅读
- 維基物種上的相關：黑顶卷柏